# Jezioro Głuche (Białoruś)
Jezioro Głuche (biał. Глухое возера, Hłuchoje woziera) – jezioro na Białorusi, w obwodzie mińskim, w rejonie miadzielskim. Wchodzi w skład Bołduckiej Grupy Jezior. Znajduje się na terenie Parku Krajobrazowego „Błękitne Jeziora”. Położone jest w dorzeczu Straczy, 14 km od granicy białorusko-litewskiej. Długość linii brzegowej wynosi około 280 m. Otrzymało swą nazwę ze względu na brak echa.
Jezioro w latach 1922–1939 (1945) leżało na terytorium II Rzeczypospolitej.